# TNT N.V.
A TNT foi uma empresa de entregas rápidas, de correio e cargas, a nível global sediada em Hoofddorp, Países Baixos. Nos Países Baixos, a TNT funciona como empresa de distribuição de correios, mais conhecida como TNT Post. É uma das Empresas da concorrência no mercado europeu de entregas, oferecendo este grupo também serviços noutros seis países europeus, incluindo Reino Unido, Alemanha, Itália e Bélgica. A divisão de entregas de correio registou vendas de cerca de €4 mil milhões, em 2006.
A divisão TNT Express, dominou completamente as operações em 65 países em entrega documentos, e em carregamentos para mais de 200 países. A divisão TNT Express registou vendas superiores €6 mil milhões em 2006, representando 12% mais do que no ano anterior.
A TNT vendeu a sua área de logística em 2006 para se dedicar às suas redes e serviços de entregas de correio e entregas expresso. As redes de entregas da TNT estão concentradas na Europa e Ásia, mas o grupo continua a expandir-se mundialmente, incluindo no Médio Oriente e América do Sul. Nos últimos anos adquiriu no Paquistão, China e Brasil várias empresas de entrega de cargas por via terrestre.
Em termos mundiais a TNT tem cerca de 159,000 empregados. Em 2006, a companhia registou uma receita de €10.1 mil milhões e um lucro (ou resultado) das operações de €1,276 mil milhões. A TNT está também listada na bolsa de valores no Euronext Amsterdão. As suas maiores concorrentes são a FedEx, United Parcel Service (UPS), DHL, e nos serviços nacionais de entregas a US Postal Service e Royal Mail. Os aviões da TNT operam segundo o código IATA da TAY (TNT Airways).

## História
- 1752 a 1799 – Criação da Statenpost, que assegurou o monopólio nacional.

Com base no modelo francês os serviços foram reorganizados numa única empresa nacional.
- 1852 – Aparece o primeiro selo postal.
- 1931 – Mecanização dos correios.
- 1946 – É fundada na Austrália a TNT (Thomas Nationwide Transport).
- 1961 – Empresa e listada na bolsa de valores de Sydney.
- 1977 – É criado o primeiro código postal, que permite uma automatização total do sistema de correios.
- 1989 – Os correios holandeses são privatizados pela PPT Nederland.
- 1992 – A TNT é adquirida pelos correios canadianos e por um consórcio dos correios europeus.
- 1994 – A empresa estava na Bolsa de valores de Amesterdão, com o nome de Royal PTT Nederland (KPN)
- 1996 – KPN amigavelmente adquire a TNT. A TNT deixa de estar listada na bolsa de valores australiana.
- 1998 – No aeroporto Liège (Liège, Bélgica), a TNT abre o Centro europeu de entregas expresso. A divisão de correios (incluindo a TNT) é separada da KPN e listada separadamente na bolsa de valores de Amesterdão com o nome de TPG. É aberto um eixo rodoviário internacional em Duiven, nos Países Baixos. A TPG adquire serviços aéreos de França e é integrada nas operações europeias da TNT.
- 1999 a 2005 – TPG entra no mercado da logística adquirindo várias companhias internacionais de logística.
- 2005 – TPG muda o seu nome para TNT e anuncia a venda da maioria das suas divisões de logística.
- Novembro 2006 – TNT vende a divisão de logística a Appolo Managemente (renomeada para Ceva Logistics desde aí).
- Dezembro 2006 e Maio 2007 – TNT recebe os seus primeiros dois Boeing 747-400ERF
- Maio 2007 – TNT sai da listagem da Bolsa de valores de Nova York
- Agosto 2007 – TNT anuncia um programa chamado “Planet Me” destinado a reduzir as emissões de carbono.(History, 2004)

Ver «Historia da TNT» (em inglês) para ter informação mais detalhada.

## No Brasil
Se tornou conhecida no Brasil por firmar uma parceria com a ECT, maior empresa de logística do país, para operacionalizar a entrega de um serviço de remessas internacionais chamado Sedex Mundi.

## TNT e o escândalo da informação sobre o abono de família, no Reino Unido, em 2007
O escândalo da informação sobre o abono de família no Reino Unido em 2007 constou numa perda de informação em Outubro de 2007, quando desapareceram dois discos de computador que pertenciam a «Her Majesty's Revenue and Customs (HMRC)» (em inglês) e que continham as informação sobre os subsídios. A 20 de Novembro o incidente foi anunciado por «Alistair Darling» (em inglês), Ministro das Finanças Britânico. Os dois discos continham os dados pessoais das famílias do Reino Unido que beneficiavam do subsídio, quase 100 por cento das famílias no Reino Unido.
Os discos foram enviados por funcionários do HMRC localizado em Waterview Park, Washington, Tyne and Wear para o «National Audit Office (NAO)» (em inglês), como correio não registado pela TNT a 18 de Outubro. A 24 de Outubro o NAO reclamou ao HMRC que não tinham recebido os dados. A 8 de Novembro, pessoal sénior do HMRC foi informado da perda e Alistair Darling, o Ministro das Finanças Britânico, foi informado a 10 de Novembro.
A 20 de Novembro Alistair Darling anunciou que dois discos do HMRC, protegidos por palavra-chave, contendo toda a informação relacionada com o pagamento do abono de família, foram enviados para o NAO, pelo serviço de correio interno do HMRC, operado pela TNT; a encomenda não foi registada e aparentemente a informação não chegou ao seu destino no NAO.
Foi anunciado, entretanto, que a TNT pode não ter recebido os discos e que estes podem ter sido enviados pelo Correio ou pela DX Services, empresas com as quais o HMRC também tem contratos (Harper et al., 2007).

## Unidades Operacionais
- TNT Express – opera a maior rede de entregas expresso por ar e estrada na Europa, assim como TNT Airways, uma companhia aérea de entregas de carga internacional. A TNT Express emprega mais de 74,000 pessoas, tem 44 aviões, opera cerca de 23,400 veículos de estrada, e tem uma rede mundial de aproximadamente 1,200 armazéns e hangares.
- TNT Post – Uma rede de correios que opera em toda a Europa
  - Royal TNT Post BV – recebe, processa e distribui o correio nos Países Baixos.
  - European Mail Networks – recebe, processa e distribui o correio em vários países europeus.
  - Cendris – Mais-valia adicionada aos serviços de correio como informação ao cliente, serviços de call center, impressão.
  - Spring (Company) – Empreendimento conjunto com Royal Mail e Singapore Post, no correio alem fronteiras.
- TNT Value Added Services – Opera os serviços terceiros que incluem serviços de arquivo, serviços de reprografia, gestão dos armazéns de correio, gestão de instalações e gestão de stocks.

## Empresas concorrentes
- DHL
- ECT
- FedEx
- VARIGlog
- VASPEX
- UPS United Parcel Service
- Chronopost